# Folke Löfgren
Folke Sven Löfgren, född 28 december 1939 i Stockholm, är en tidigare svensk diplomat, som varit ambassadör i bland annat Gaborone i Botswana och Bern i Schweiz.

## Biografi
Folke Löfgren var son till lungspecialisten professor Sven  Löfgren och läkaren Märta Ollén-Löfgren. Han tog studentexamen vid Kungsholms läroverk i Stockholm 1958. Han fortsatte med studier i historia, statskunskap och nationalekonomi vid Stockholms universitet, vilket ledde fram till en filosofisk ämbetsexamen 1963.
Efter avslutade universitetsstudier började Folke Löfgren som aspirant vid utrikesdepartementet 1964. Han var inledningsvis stationerad vid svenska ambassaden i New Delhi. Därefter placerades han vid den svenska FN-representationen i New York. Han var svensk representant vid FN:s avkoloniseringskommitté och deltog i ett FN uppdrag till de befriade områdena i den portugisiska kolonin Guinea-Bissau 1972. Uppdraget inleddes utan Portugals vetskap och hade ett uttalat stöd för befrielserörelsen PAIGC som omfattade både Guinea-Bissau och Kap Verde. De dokumenterade återuppbyggnaden i befriade områden och utsattes för attacker från portugisiskt håll. Folke Löfgren belönades sedermera med Amilcar Cabral-orden av Kap Verde för insatsen.
Folke Löfgren flyttade tillbaka till Stockholm och var under några år chef för Utrikesdepartementets personalplaneringssektion innan han 1981 blev minister vid Sveriges ambassad i Helsingfors. År 1983 kom han tillbaks till Sverige när han utsågs till biträdande exekutivsekreterare för Europeiska säkerhetskonferensen som huserade i Kulturhuset i Stockholm 1984–1986, om förtroende- och säkerhetsskapande åtgärder och nedrustning i Europa. 
När konferensen stängde blev han först Sveriges ambassadör i Gaborone i Botswana från 1987 till 1992, därefter Utrikesdepartementets inspektör och sedan från 1996 till 2001 Sveriges ambassadör i Bern. Åren 2002–2005 var han Sveriges Stockholmsbaserade ambassadör i Eritrea. Han rundade av sin tjänst på Utrikesdepartementet bland annat som chef för sekretariatet för den stora Antarktiskonferensen i Stockholm 2005. Genom sin omfattande personkännedom inom Utrikesförvaltningen har han kommit att medverka i ett stort antal minnesord i dagspressen efter avlidna UD- kollegor. 

### Familj
Folke Löfgren var 1963–1983 gift med Simone Pédebernade från Frankrike och har med henne döttrarna Caroline Bratt född 1964, rektor vid Waldorflärarhögskolan i Stockholm, och Rebecka Hultgren född 1967,  prefekt och adjungerad professor vid Karolinska Institutet. Han är sedan 1987 gift med Ragnhild Bentz Löfgren.

## Ordnar och utmärkelser
- För nit och redlighet i rikets tjänst.
- Kommendör av Finlands Vita Ros’ orden.
- Republiken Kap Verdes Amilcar Cabral-orden.